# Kadokawa Corporation
Kadokawa Corporation (яп. 株式会社KADOKAWA, Хепберн: Kabushiki-gaisha Kadokawa), раніше Kadokawa Dwango Corporation — японський конгломерат засобів масової інформації, створений в результаті злиття оригінальних Kadokawa Corporation і Dwango Co., Ltd. 1 жовтня 2014 року.
Компанія, відома сьогодні як Kadokawa Corporation, спочатку була заснована в 1945 році як Kadokawa Shoten, щоб «пожвавити японську культуру завдяки видавництву» у післявоєнну епоху. 1 жовтня 2014 року компанію було об'єднано з Dwango Co., Ltd., в результаті чого сформувалась Kadokawa Dwango, а оригінальна Kadokawa Corporation стала її дочірньою компанією.
У лютому 2019 року керівництво Kadokawa Dwango оголосило, що Dwango перестане бути їх дочірньою компанією та стане прямим дочірнім підприємством Kadokawa Corporation при реорганізації компанії. Це зробило корпорацію Kadokawa єдиною дочірньою компанією холдингової компанії Kadokawa Dwango.
1 липня 2019 року Kadokawa Dwango була знову реорганізована; в корпорації Kadokawa залишився лише видавничий бізнес, і її було перейменовано в Kadokawa Future Publishing, тоді як сама Kadokawa Dwango стала другою ітерацією Kadokawa Corporation і холдинговою компанією всіх компаній групи Kadokawa. Оригінальна назва Kadokawa Shoten залишається брендом і підрозділом компанії Kadokawa Future Publishing.

## Групи компаній
Корпорація Kadokawa об'єднує кілька пов'язаних японських компаній, пов'язаних з Kadokawa Shoten, під так званою групою Kadokawa. Ці компанії бувають трьох типів: видавничі, кіно- та візуальні та медіа. Видавці займаються в першу чергу книгами, бункобонами, манґами та журналами; кіно- та візуальні компанії займаються продажем японських художніх фільмів та продажем DVD-дисків міжнародних фільмів та аніме; крос-медіа компанії займаються цифровим контентом, урбаністикою та виданнями про телевізійні програми, поряд із передачею інформації, що поєднує паперові носії, Інтернет та мобільні телефони. Іншими аспектами групи займається інший бізнес-сегмент, який насамперед опікується відеоіграми, орендою нерухомості та включає рекламне агентство.
| - Bookwalker - Geexplus, Inc - Chara-ani Corporation - Choubunsha Publishing Co. - Comic Walker - eb Creative - Japan Digital Library Service - Kadokawa Game Linkage - PKDN Publishing Japan - ASCII Media Works - Building Book Center - Chukei Publishing - Enterbrain - Fujimi Shobo - Kadokawa Gakugei Publishing - Kadokawa Key-Process - Kadokawa Magazines - Kadokawa Shoten - Media Factory - Mainichi GA Hakken - Production Ace - Dwango - Dehogallery - Dwango AG Entertainment - Dwango Music Publishing - FromNetworks - Niconico - Project Studio Q - Spike Chunsoft - Spike Chunsoft, Inc - Vaka - Vantan - Virtual Cast Co., Ltd. - Watanabe Amaduction - Docomo Anime Store - K.Sense (80%) - Kadokawa Media House - Kadokawa Uplink - Kids Net - Movie Walker - Movie Ticket - T Gate - Smile Edge - ENGI (53%) - EuropaCorp Japan - Globalgate Entertainment - Glovision - Japan Film Fund - Kinema Citrus (31.8%) - Nihon Eiga Satellite Broadcasting - Persol Media Switch (30%) - PKDN Films - Studio Lide (40%) | - ATX - Chara-Ani Corporation - Customcast - C・P・S - Kadokawa ASCII Research Laboratories - Cool Japan Travel, Inc. (75%) - Kadokawa Architecture - Kadokawa Book Navi - Kadokawa Contents Academy - Kadokawa Connected - Kadokawa Craft - K’s Lab - Karksa Media Partner Corporation (34%) - Page Turner - PKDN FromSoftware, Inc. - FromSoftware - Kadokawa Games - Production Ace - Tokorozawa Sakuratown Corporation - Animate Oversea - Bookwalker Taiwan - Guangzhou Tianwen Kadokawa Animation and Comics - Hemisphere Motion Picture Partners I - Hemisphere Motion Picture Partners II - Kadokawa Amarin - Kadokawa Contents Academy - Kadokawa Hong Kong - Kadokawa Holdings Asia - J-Guide Marketing - Kadokawa Gempak Starz (Малайзія) (80%) - Kadokawa Holdings US - Kadokawa International Edutainment (Тайвань) - Kadokawa Pictures America - Kadokawa Taiwan Corporation - Kadokawa Consulting (Таїланд) - Kadokawa Qingyu (Шанхай) Culture & Creation - Sun Wah Kadokawa (Гонконг) Group - Taiwan Animate - Yen Press (51%, співвласник із Hachette Book Group) |

## Колишні дочірні компанії
- Asmik Ace
- Daihyakka News: Об’єднано з Dwango у липні 2019 року.
- Kadokawa Entertainment: 1 листопада 2009 року Kadokawa Entertainment було об’єднано в Kadokawa Pictures.
- Kadokawa Group Publishing: 1 квітня 2013 року видавництво Kadokawa Group було об’єднано в Kadokawa Group Holdings.
- Kadokawa J:COM Media: Створена в листопаді 2005 року як спільне підприємство між Kadokawa Shoten та J:COM.[12] It was eliminated in June 2010.
- So-net Kadokawa Link: Створена 27 червня, 2007 разом із So-net Entertainment (43.5%), Kadokawa Mobile (43.5%), та Dentsu E-link[13] (13.0%).[14]
- Kadokawa Mobile та Movie Gate: 1 жовтня 2009 р. Kadokawa Mobile об’єдналась з Movie Gate і сформувала Kadokawa Contents Gate.[15]
- Kadokawa Production: 1 жовтня 2013 року компанію була розпущено та інтегровано до корпорації Kadokawa.
- Mages: 12 липня 2019 року Mages було придбано компанією Chiyomaru Studio, котра займається авторськими правами, та котру очолює генеральний директор Mages.[16]
- MediaLeaves: 10 січня 2010 року MediaLeaves було об’єднано з Enterbrain.[17]
- NTT Prime Square: 30 листопада 2010 року фанатський служба припинила спільне підприємство з NTT.
- Sarugakucho: Стала частиною Kadokawa Group Holdings під управлінням Enterbrain під час придбання  ASCII. 31 березня 2010 року Pole To Win оголосило, що придбало Sarugakucho.[18]
- Words Gear: 26 вересня 2006 р. Panasonic оголосив про створення Words Gear з Kadokawa Mobile і Tokyo Broadcasting System, угода набрала чинності 2 жовтня 2006 р.[19] 30 вересня 2010 року компанія Kadokawa Group Holdings оголосила про злиття Words Gear у Kadokawa Contents Gate, угода набула чинності з 1 січня 2011 року.[20]